# ۷۲۷ (قمری)
۷۲۷ (قمری)، هفتصد و بیست و هفتمین سال در گاهشماری هجری قمری است. اول محرم این سال برابر با «۵ دسامبر ۱۳۲۶» میلادی و «۱۴ آذر ۷۰۵» هجری شمسی است. 

## زادگان
میلاد حافظ غزل‌سرای ایرانی

## وابسته
- حافظ